# Cobia's
Cobia's (Rachycentridae) zijn een familie van straalvinnige vissen uit de orde van Baarsachtigen (Perciformes).

## Geslacht
- Rachycentron Kaup, 1826